# Gerolamo de Franchi Conestagio

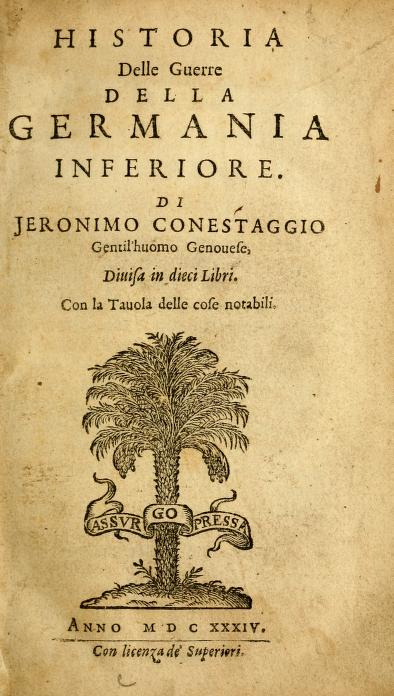
Frontespício da edição original da obra Historia delle guerre della Germania Inferiore (1614).

Gerolamo de' Franchi Conestagio (Genova, c. 1530 — Flandres, (Antuérpia?), c. 1617), também conhecido por Girolamo Franchi di Conestaggio (em latim: Hieronymus Conestagius, em português:  Ieronimo de Franchi Conestaggio ou Jerónimo Conestágio), foi um mercador, diplomata, literato e historiador genovês. Membro da Accademia dei Confusi, um círculo literário encabeçado por Stefano Ambrogio Schiappalaria, ficou conhecido principalmente pela publicação da monografia intitulada Dell'unione del regno di Portogallo alla corona di Castiglia, obra saída a público em Génova no ano de 1585, traduzida em diversas línguas na década seguinte, que foi influente na formação da opinião coeva sobre a legitimidade da União Ibérica.

## Biografia
Apesar de ter sido indubitavelmente um destacado comerciante internacional, político, homem de cultura refinada, historiador e poeta valioso (embora talvez imerecidamente não reconhecido como tal), não se sabe muito sobre a vida de Gerolamo de' Franchi Conestagio, até porque a presença em Génova de, pelo menos, dois intelectuais de apelido Franchi seus contemporâneos (Giovan Battista, um dos governadores da cidade em 1581, e Cristoforo, doge morto em 1586) por vezes dificulta distinguir as suas actividades e leva a alguma confusão em torno de vários aspectos da sua biografia. Além disso, é frequente a confusão com Francesco Gerolamo Conestagio, um sacerdote falecido em 1635, primeiro secretário do cardeal Francesco Sforza e capelão de Filipe III de Espanha, autor de uma biografia latina inédita de Sforza Ascanio Sforza, mais conhecido por Sforza Sforza di Santa Fiora, 10.º conde de Santa Fiora, intitulada Vita di Sforza Sforcia, com quem aparece confundido em alguns repertórios biográficos.
Contudo, sabe-se que nasceu em Génova por volta de 1530, filho de Simone Conestagio e neto de Gerolamo Conestagio, membro de uma família mercantil que havia recentemente sido nobilitada em Génova. Ainda muito jovem, colocou-se ao serviço do futuro cardeal Alessandro Sforza, mas abandonou as suas funções de secretário para se fixar em Antuérpia, onde em 1552 já se encontrava dedicado ao comércio. Em Antuérpia casou com a irmã de Nicolò Perez (ou Pieters), também ele membro da nobreza.
Mercador, como era tradição na família, viveu principalmente na Flandres, ao tempo possessão espanhola, onde se dedicou ao comércio e manteve relações com outros comerciantes genoveses cultos. Daí que a primeira presença certa de Conestagio na vida económica e política ligada aos interesses da República de Génova tenha sido registada em 1552, precisamente em Antuérpia. Naquela rica cidade de Flandres, aparece ligado, com a sua empresa comercial, a um grupo de cultos comerciantes genoveses, liderado por Stefano Ambrogio Schiappalaria, um homem culto e empreendedor, com vastas relações comerciais. O grupo inclui, com as respectivas empresas, homens como Pier Francesco Moneglia Cicala, Benedetto Moneglia, Gerolamo Scorza e Desiderio Bondinario. Este grupo, sob a orientação de Schiappalaria, fundou em 1552 na cidade de Antuérpia a Academia Literária dos Confusos (Accademia letteraria dei Confusi). Naquela academia, Conestagio, que adoptou o pseudónimo de Attonito (Atónito), manteve actividade poética de mérito, sendo algumas das suas composições publicadas em antologias posteriores.. Desse período ficaram também algumas poesias contidas num pequeno volume de rimas saído a público postumamente. Um soneto da sua autoria aparece incluído na obra Vita di Caio Giulio Cesare de Stefano Ambrogio Schiappalaria, publicada em 1578 na cidade de Antuérpia.
Em 1576, Conestagio mudou-se para Lisboa, aparentemente na sequência da revolta anti-espanhola então ocorrida nos Países Baixos do Sul ou do massacre de Antuérpia. Em Lisboa passou a representar os interesses genoveses na alfândega daquela cidade.
Na capital portuguesa, manteve relações de amizade com o embaixador do rei da Espanha Juan de Silva (1528-1601), casado com D. Filipa da Silva, 4.ª condessa de Portalegre e por consequência conde de Portalegre por casamento, e conheceu o rei D. Sebastião. Estava em Lisboa em 1580, ano em que a coroa de Portugal foi anexado à de Espanha, evento que decorreu da crise dinástica de 1580. Os eventos que testemunhou em Portugal foram usados na sua obra Da união do reino de Portugal à coroa de Castela, publicada em Génova em 1585, no qual descreve os sucessos da Guerra da Sucessão Portuguesa e as suas consequências. Não se sabe o ano em que deixou aquela cidade, mas a sua permanência em Lisboa, foi longa, pois sabe-se que em 7 de Março de 1584, recebeu o privilégio de usar, em Portugal e em Espanha, as armas da sua família, possivelmente como recompensa por algum serviço prestado à coroa espanhola. O seu brasão consistia num braço armado de prata, em campo vermelho, a sair do lado esquerdo do escudo e a agarrar uma espada também de prata guarnecida de ouro e com uma coroa ducal na ponta; por timbre, tinha uma estrela cadente dourada.
Em 1590 sabe-se que Conestaggio era cônsul da República de Génova em Veneza, onde permaneceu alguns anos. Os últimos anos da sua vida terão sido passados na Flandres, onde faleceu.

## Obra
A obra Dell' unione del Regno de Portogallo alla Corona di Castiglia (Génova, 1585) é uma crónica da Crise de Sucessão Portuguesa de 1580, trabalho ao tempo polémico, com múltiplas traduções publicadas em várias cidades europeias, provocou várias respostas, com destaque para uma da autoria de Jerónimo de Mendonça. Apesar de ser considerado em Portugal como uma obra pró-espanhola, ainda assim é suficientemente críticas das políticas da Espanha de então para que Filipe II de Espanha tivesse tentada a sua supressão. Foi traduzida para inglês sob o título de Historie of the Uniting of the Kingdom of Portugall por Edward Blount. Foi uma obra sensacional à época, conhecendo-se seis edições italianas (publicadas de 1585 a 1642), uma edição alemã, seis edições francesas, uma edição inglesa, uma edição espanhola (1610) e duas edições em latim.
A aversão às políticas de Espanha patentes neste trabalho também marcam a obra histórica posterior do Conestagio, intitulada Das guerras da Baixa Alemanha, tendo como objecto a descrição da revolta anti-espanhola que ocorreu na Flandres (que o autor designa por Baixa Alemanha ou Alemanha Inferior) no período que vai de 1566 a 1579. Esta obra foi publicada em Veneza no ano de 1614 e no ano seguinte em Colónia.
A Historia delle guerre de Germania Inferiore (Veneza, 1614) versa os acontecimentos da Rebelião dos Países Baixos de 1568-1581, em parte escrita seguindo fontes que defendem o ponto de vista dos rebeldes, sendo a obra severamente criticada por Luis Cabrera de Córdoba (1559–1623) que a declara inexacta.
As suas obras não tiveram difusão pública nos territórios sob domínio espanhol até ao ano de 1619, quando Conestagio já havia falecido, ano em que foi publicado um libelo que atacava aquelas obras. No libelo, afirmava-se, entre outras coisas, que A união do reino de Portugal à coroa de Castela teria sido um plágio de uma obra do mencionado Juan de Silva, 4.º conde de Portalegre. Apesar dessas reacções, a obra é hoje considerada como sendo uma descrição razoavelmente objectiva da realpolitik que rodeou a anexação espanhola da coroa portuguesa. Uma tradução aceitável, do ponto de vista espanhol, foi produzida por Luis de Bavia em 1610, que teve versões em outras línguas.

## Obras
Conhecem-se as seguintes obras de Gerolamo Conestagio:
- Dell'unione del regno di Portogallo alla corona di Castiglia. Istoria del sig. Ieronimo de Franchi Conestaggio gentilhuomo genouese, In Genoua: appresso Girolamo Bartoli, 1585 (In Google libri: edizione Venezia: appresso Paulo Vgolino, 1592)
- A Nicolo Petrococcino proueditor di casa d'India. Ieronimo Conestaggio. Relatione dell'apparecchio per sorprendere Algieri, In Genoua: appresso Giuseppe Pauoni, 1601
- Historia delle guerre della Germania inferiore, istoria di Ieronimo Conestaggio... Parte prima. Diuisa in dieci libri, In Venetia: appresso Antonio Pinelli, 1614 (In Google libri: Leyden: Elziver, 1634)